# Areta di Cesarea
Areta di Cesarea (Patrasso, 860 – Cesarea in Cappadocia, 935) è stato un vescovo, teologo e bibliografo bizantino.

## Biografia
Allievo di Fozio a Costantinopoli, dal 901 fu arcivescovo metropolita di Cesarea in Cappadocia, uno dei seggi apostolici di maggior rilievo tra quelli dipendenti da Costantinopoli. Nel 906 fu seguace del patriarca Eutimio il Sincello e si oppose a Nicola il Mistico; per questo, alla morte di Leone VI il Saggio (912) fu espulso da Cesarea, dove poté tornare solo nel 921 con la fine dello Scisma della tetragamia e la riconciliazione fra eutimiani e nicolaiti.

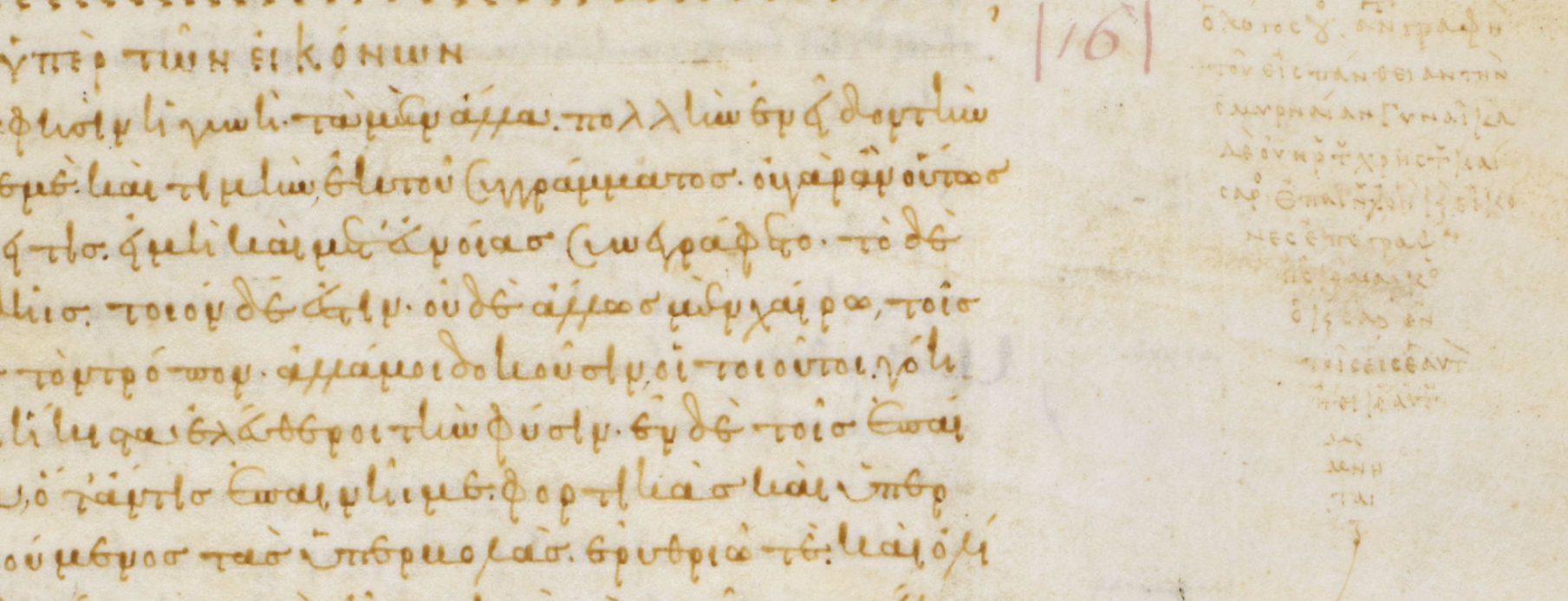
Prima citazione conosciuta delle Meditazioni di Marco Aurelio

La figura di Areta, in ogni caso, non è ricordata soltanto per le mansioni ecclesiastiche che gli furono assegnate a Cesarea, dove  oltretutto non risiedette che per brevi periodi. Areta, infatti, impiegò gran parte della sua vita nella raccolta di libri e nella costituzione di una estesa biblioteca, in ogni caso non pervenuta integralmente fino ai giorni nostri. Contribuì notevolmente alla conservazione dell'antica letteratura greca, sia profana che cristiana; della sua biblioteca ci sono pervenuti alcuni manoscritti da lui postillati, fra cui il Codex Clarkianus di Platone, Luciano di Samosata, Euclide e forse Dione Crisostomo. Scrisse degli scolii all'Apocalisse, una biografia di Eutimio il Sincello e le agiografie di alcuni martiri di Edessa. Le sue opere teologiche e religiose, in gran parte ancora inedite, sono conservate nella Biblioteca nazionale Marciana di Venezia (codici Marc. 441). 
E' a lui attibuita la prima citazione delle Meditazioni di Marco Aurelio in greco antico Koine, contenuta nel biglietto di accompagnamento con cui il filologo, all’epoca ancora diacono, inviò in dono il manoscritto di Marco Aurelio da lui posseduto, antigrafo della trascrizione che ne aveva appena fatto eseguire e dunque ormai “doppione” del testo, a Demetrio metropolita di Eraclea.